# Lista de mídias da série Castlevania

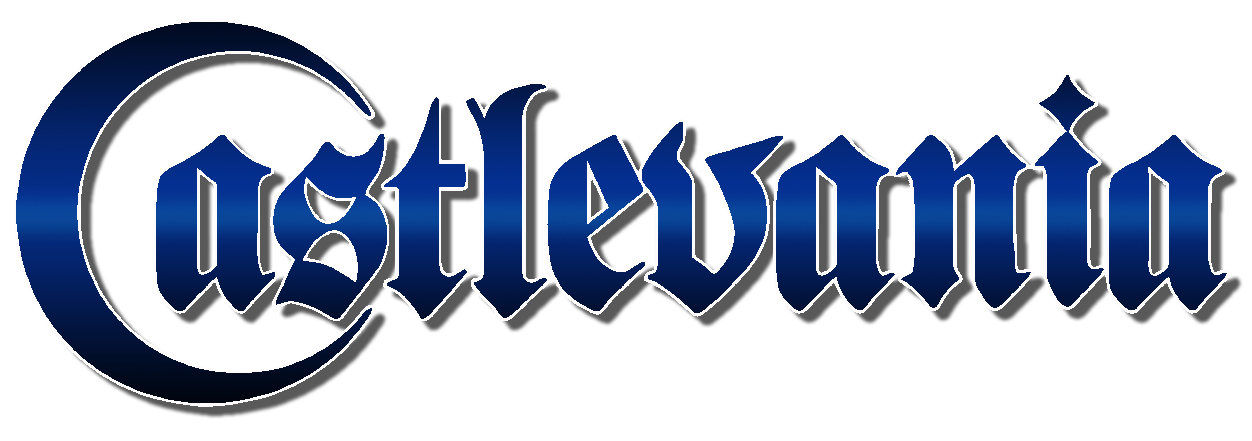
Um dos logotipos da série.

Esta é uma lista de mídias da série de jogos eletrônicos Castlevania, criada e desenvolvida pela Konami. Os jogos são listados por ordem de data de lançamento. A série foi iniciada com o lançamento de seu primeiro jogo no Japão em 26 de setembro de 1986, com o título Akumajō Dracula (悪魔城ドラキュラ, Akumajō Dorakyura; lit. "Dracula do Castelo do Demônio"), que foi mais tarde lançado para os Estados Unidos intitulado Castlevania, tornando-se, assim, uma das maiores séries da Konami. Os jogos se passam no universo fictício dela e sua história se foca nos caçadores de vampiros do clã Belmont travando um conflito sem fim contra o Conde Dracula, o vampiro imortal. Os jogos de Castlevania têm sido lançados para numerosos consoles de videogame, consoles portáteis e computadores, vários deles também sido relançados para múltiplas plataformas e incluídos em pacotes de compilação. Além disso, alguns dos personagens da série também já participaram de vários outros jogos da empresa.

## Jogos eletrônicos

### Títulos relacionados
Existem cinco jogos-paródia criados pela Konami que possuem elementos ou personagens relacionados à série Castlevania.

## Outras mídias

### Álbuns musicais
| Título | Título                                                | Data de lançamento    | Duração                 | Gravadora                  |
| --- | ----------------------------------------------------- | --------------------- | ----------------------- | -------------------------- |
| |                                                       |                       |                         |                            |
| Perfect Selection: Dracula                                                                                   | Perfect Selection: Dracula                            | 5 de setembro de 1991 | 41:25                   | King Records               |
| |                                                       |                       |                         |                            |
| Perfect Selection: Dracula New Classic                                                                       | Perfect Selection: Dracula New Classic                | 22 de abril de 1992   | 43:55                   | King Records               |
| |                                                       |                       |                         |                            |
| Perfect Selection: Dracula Battle                                                                            | Perfect Selection: Dracula Battle                     | 21 de julho, 1994     | 43:40                   | King Records               |
| |                                                       |                       |                         |                            |
| Perfect Selection: Dracula Battle II                                                                         | Perfect Selection: Dracula Battle II                  | 25 de junho de 1995   | 42:13                   | King Records               |
| |                                                       |                       |                         |                            |
| Dracula X: Nocturne in the Moonlight OST                                                                     | Dracula X: Nocturne in the Moonlight OST              | 9 de abril de 1997    | 1:08:31                 | Konami                     |
| |                                                       |                       |                         |                            |
| Dracula X Remixes                                                                                            | Dracula X Remixes                                     | 3 de outubro de 1997  | 50:09                   | King Records               |
| |                                                       |                       |                         |                            |
| Akumajō Dracula MIDI Collection                                                                              | Akumajō Dracula MIDI Collection                       | 22 de outubro de 1997 | 53:50                   | King Records               |
| |                                                       |                       |                         |                            |
| Castlevania: The Original Game Soundtrack                                                                    | Castlevania: The Original Game Soundtrack             | 26 de março de 1999   | 1:13:22                 | Konami Music Entertainment |
| |                                                       |                       |                         |                            |
| Castlevania 20th Anniversary Premium Music Collection                                                        | Castlevania 20th Anniversary Premium Music Collection | 5 de dezembro, 2006   | 1:17:24                 | Konami                     |
| Notas: - Bônus de pré-ordem para Castlevania: Portrait of Ruin disponível na GameStop, EB Games e GameCrazy. |                                                       |                       |                         |                            |
| Akumajō Dracula Ubawareta Kokuin OST                                                                         | Akumajō Dracula Ubawareta Kokuin OST                  | 23 de outubro, 2008   | 2:12:11                 | Konami Style               |
| |                                                       |                       |                         |                            |
| Akumajō Dracula Judgment OST                                                                                 | Akumajō Dracula Judgment OST                          | 11 de março, 2009     | A ser lançado/anunciado | Konami Style               |
| |                                                       |                       |                         |                            |
| Pachislot Akumajō Dracula Original Soundtrack                                                                | Pachislot Akumajō Dracula Original Soundtrack         | 24 de junho de 2009   | A ser lançado/anunciado | Konami Style               |